# Seegeriella
Seegeriella – rodzaj roślin z rodziny storczykowatych (Orchidaceae). Obejmuje 3 gatunki występujące w Ameryce Południowej w Boliwii, Ekwadorze, Peru.

## Systematyka
Rodzaj sklasyfikowany do podplemienia Oncidiinae w plemieniu Cymbidieae, podrodzina epidendronowe (Epidendroideae), rodzina storczykowate (Orchidaceae), rząd szparagowce (Asparagales) w obrębie roślin jednoliściennych.
Wykaz gatunków
- Seegeriella crothersii Pupulin & H.Medina
- Seegeriella pinifolia Senghas
- Seegeriella senghasiana Vierling